# Partito Operaio Socialista Lussemburghese
Il Partito Operaio Socialista Lussemburghese (in lussemburghese Lëtzebuerger Sozialistesch Aarbechterpartei, in francese Parti Ouvrier Socialiste Luxembourgeois, in tedesco Luxemburger Sozialistische Arbeiterpartei, abbreviato in LSAP) è un partito politico lussemburghese d'ispirazione socialdemocratica.
Il partito è membro dell'Internazionale Socialista e del Partito Socialista Europeo.
Dal 2013 è al governo del Paese in coalizione con il Partito Democratico e I Verdi.
Il presidente del partito dal 2020 è Yves Cruchten.

## Cronistoria
- 5 luglio 1902: Nasce il Partito Socialdemocratico Lussemburghese.
- 1905: l'ala sinistra fuoriesce e fonda il Partito Operaio Socialista Lussemburghese.
- 1912: il PSD e il POSD si riunificano.
- 1915: il partito cambia nome in Partito Socialista ed entra nell'Internazionale Socialista.
- 1937: il Partito Socialista entra per la prima volta nel governo del paese in coalizione con il premier Pierre Dupong.
- 1946: dopo la Seconda guerra mondiale il partito viene rifondato assumendo il nome di Partito Operaio Socialista Lussemburghese.
- 1970: l'ala destra del partito esce e forma il Partito Socialdemocratico.
- 1981: i due partiti si riunificano.

## Presidenti del LSAP
- Michel Rasquin (1945-1951)
- Paul Wilwertz (1951-1952)
- Albert Bousser (1952-1954)
- Émile Ludwig (1954-1955)
- Paul Wilwertz (1955-1959)
- Henry Cravatte (1959-1970)
- Antoine Wehenkel (1970-1974)
- Lydie Schmit (1974-1980)
- Robert Krieps (1980-1985)
- Ben Fayot (1985-1997)
- Jean Asselborn (1997-2004)
- Alex Bodry (2004-2014)
- Claude Haagen (2014-2019)
- Franz Fayot (2019-2020)
- Yves Cruchten (dal 2020)